# HELIOS

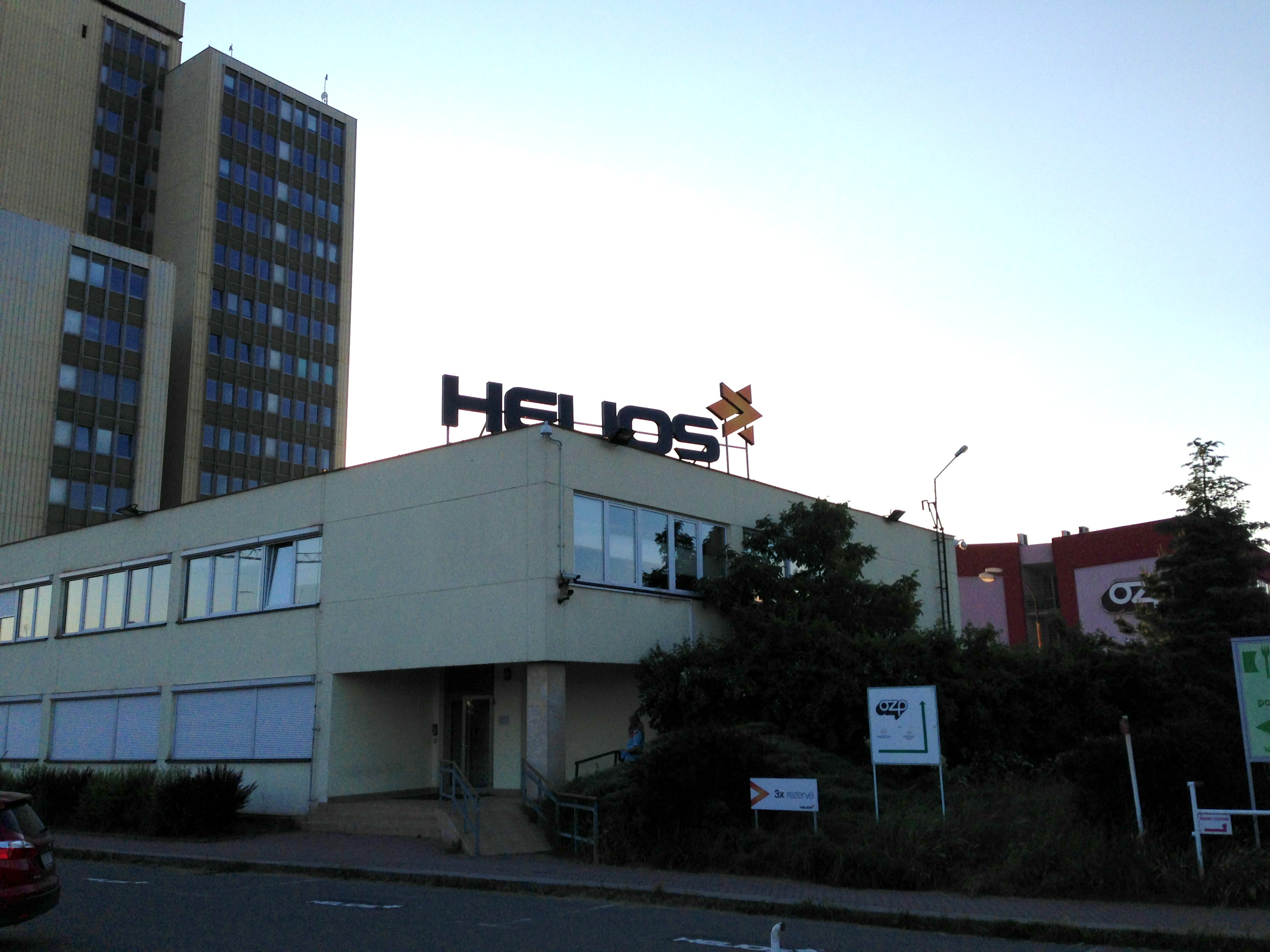
Centrála společnosti Asseco Solutions na Zeleném Pruhu v Praze

HELIOS je skupina podnikových informačních systémů (ERP). Vyvíjí je společnost Asseco Solutions už od roku 1990. Jednotlivé informační systémy jsou rozděleny podle velikosti a zaměření podniků, některé zahrnují také CRM, apod. Asseco Solutions, a.s., je na českém a slovenském trhu největším dodavatelem podnikových informačních systémů.

## Portfolio informačních systémů HELIOS
HELIOS iNuvio
Informační a ekonomický systém pro malé a střední podniky (SME) zahrnuje CRM, Business Intelligence doplněný například insolvenčním rejstříkem pro organizace a zaměstnance. Podporuje funkci notifikačního centra a analytického měření, vč. predikování, zároveň má uživatel k dispozici také eReporty a také mobilní aplikaci. V ČR je to nejrozšířenější systém pro malé firmy. Má přes 4500 instalací, což z něj v ČR dělá nejrozšířenější ERP systém.
HELIOS Easy
informační systém nabízející komfort velkého ERP, který je určený firmám myslícím to se svou budoucností opravdu vážně, s možností používání ERP ve formě „on premise“ nebo v ERPORT cloudu, součástí je svižný reporting, precizní controlling a manažerské vyhodnocování.
HELIOS Red
Ekonomický a účetní systém pro malé firmy a podnikatele pro správu fakturace, účetnictví, mezd, skladů a objednávek s možností napojení přímo na e-shopy. Využívá ho přes 4.300 zákazníků, kterým nabízí širokou škálu modulů, ze kterých si mohou firmy vybrat ty jím nejvíce vhodné. Systém usnadňuje povinnou elektronickou komunikaci s úřady a je schopen operativně reagovat na případné legislativní úpravy, čímž dochází k významné úspoře času.
HELIOS Nephrite
ERP pro střední a velké firmy s moduly pro jednotlivá odvětví. Zahrnuje CRM, business intelligence, reporting, controlling. Usnadňuje zpracování velkého množství informací a jejich následnou analýzu. Jedním z modulů je také správa dat lidských zdrojů, které umožňuje vhodně segmentovat a doplňovat o hodnocení či položky vzdělávání. Podporuje také správu logistiky, skladů a výroby, což umožňuje efektivní automatizaci výrobních procesů a tak úsporu času. HELIOS Green je podporován mobilní aplikací, která umožňuje zaměstnancům přístup do informačního systému odkudkoli.
HELIOS Fenix
Informační systém pro příspěvkové organizace státní správy a samosprávy a další instituce, např. obce, magistráty, kraje, divadla, muzea. V systému HELIOS Fenix je předdefinována řada typických účetních vět pro rozpočtové a příspěvkové organizace. Pro uživatele se speciálními požadavky je možné vytvořit novou účetní větu dle konkrétního zadání. HELIOS Green obsahuje plnohodnotnou spisovou službu s procesním workflow pro města, obce a zřizované organizace. Používá ho přes 2500 zákazníků.

## Asseco
Asseco Solutions je členem nadnárodní ICT skupiny Asseco Group, která je jednou z největších IT kótovaných společností v Evropě. Skupina se zaměřuje na softwarová řešení ve všech segmentech ekonomiky. Klientské portfolio je tvořeno nejen velkými korporacemi, veřejnými institucemi a výrobními podniky, ale také malými firmami či podnikateli.
Společnost se nezabývá pouze vývojem těchto systémů, ale také jejich implementací a následnou podporou provozu.